# علامت‌های مثبت و منفی
علامت‌های مثبت و منفی (+ و −) از علائم ریاضی هستند که برای مثبت یا منفی بودن اعداد و همچنین برای جمع و تفریق کاربرد دارند. این علائم همچنین معانی دیگری هم دارند مثلاً در زبان لاتین از مثبت و منفی برای بیشتر و کمتر هم استفاده می‌شود.